# Diplocentrus churumuco
Espèce
Diplocentrus churumuco est une espèce de scorpions de la famille des Diplocentridae.

## Distribution
Cette espèce est endémique du Michoacán au Mexique. Elle se rencontre vers Churumuco.

## Description
Le mâle holotype mesure 35,4 mm.

## Étymologie
Son nom d'espèce lui a été donné en référence au lieu de sa découverte, Churumuco.

## Publication originale
- Francke & Ponce Saavedra, 2005 : A new species of Diplocentrus (Arachnida: Scorpiones) from Michoacan, Mexico. Revista Mexicana de Biodiversidad, vol. 76, no 1, p. 49-53 (texte intégral).